# Tokamak
A tokamak olyan berendezés, amely egy tórusz alakú, elektromágnes által létrehozott mágneses mezőben képes a magas hőmérsékletű plazma tárolására. A 100 millió °C hőmérsékletet is elérő plazma hagyományos tárolókban nem helyezhető el, hiszen nincs olyan szilárd anyag, amely ekkora hőmérsékletet kibírna. A tokamak ezt a problémát egy erős mágneses tér segítségével oldja meg, a plazma ebben a térben lebeg. Az eddigi legsikeresebb mágneses összetartású fúziós berendezés konfiguráció. A mágneses geometriája egymásba ágyazódó, toroidális mágneses felületeken futó helikálisan tekeredő erővonalakból áll. Ezeket a külső mágneses tekercsek és a plazmaáram együttesen hozzák létre.
A tokamak szó az orosz токамак latin átirata, amely a тороидальная камера с магнитными катушками (toroidalnaja kamera sz magnyitnimi katuskami) kifejezésből származik (magyarul: tóruszkamra mágneses tekercsekkel).
A tokamak megalkotása Igor Jevgenyjevics Tamm és Andrej Dmitrijevics Szaharov fizikusok nevéhez kötődik.

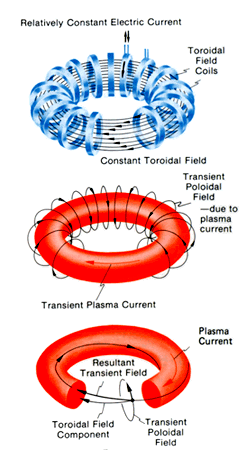
A tokamak elektromos és mágneses erővonalai

## Története
A magfúzió kutatása a második világháború után kezdődött, azonban akkoriban ezek a kutatási projektek titkosak voltak. 1955-ben került sor az első közreműködésre, amikor a United Nations International Conference on the Peaceful Uses of Atomic Energy Genovában lehetővé tette, hogy nemzetközi kutatások folyhassanak.
A tokamak kísérleti tanulmányozása 1956-ban kezdődött Moszkvában a Kurcsatov Intézetben, egy csoport szovjet kutató által, akiket Lev Arcimovics irányított. A kutatócsoport megépítette az első tokamakokat, ezek közül a legsikeresebb a T-3 majd a nagyobb méretű T-4 volt.
A T-4-et 1968-ban tesztelték Novoszibirszkben, amiben legelőször állították elő a kvázistacionárius termonukleáris fúziót.
1968-ban a IAEA International Conference on Plasma Physics and Controlled Nuclear Fusion Research harmadik kiadásán Novoszibirszkben szovjet tudósok bejelentették, hogy sikerült elérniük 1000 eV fölötti elektron-hőmérsékleteket a tokamak szerkezetben. Az angol és amerikai tudósok szkeptikusak voltak, mivel ők sokkal távolabb álltak ezektől az eredményektől. Azonban ezt a bejelentést pár évvel később igazolták lézeres kísérletekkel.

## Magyar kísérletek
A Kurcsatov Intézet fúziós kutatással foglalkozó szakemberei felfigyeltek a Központi Fizikai Kutatóintézetben (KFKI) kifejlesztett kisszámítógépekre és mérőberendezésekre, és ezeket sikerrel alkalmazták saját berendezésükhöz. Az intézetek közötti együttműködés során Anatolij Alekszandrov (Анато́лий Петро́вич Алекса́ндров, a Kurcsatov Intézet akkori vezetője) javasolta, hogy létesüljön egy kisméretű tokamak berendezés a KFKI-ban is, amelyen plazmadiagnosztikai eljárásokat, mérési módszereket tudnak kipróbálni, fejleszteni. MT-1 (Magyar Tokamak 1) néven 1979-ben indult el a Szovjetunióból a KFKI-ba szállított és átalakított berendezés, amelyen lézeres atomnyaláb diagnosztikai módszereket, röntgen tomográfiát és más mérési eljárásokat fejleszthettek az intézet kutatói. 1992-ben MT-1M néven a berendezést újjáépítették aktív plazma szabályzással, új mérőrendszerrel. 1998-ban az MTA konszolidációja keretében leállításra került.